# August von Pettenkofen
August von Pettenkofen, August Xaver Karl von Pettenkofen (Bécs, 1822. május 10. – Bécs, 1889. március 21.) osztrák festőművész.

## Életpályája
A Bécsi Képzőművészeti Akadémián tanult. Leopold Kupelwieser és Franz Eybl tanítványaként kezdetben biedermeier  stílusban festett, majd 1937-től litográfiákat kezdett készíteni, melyek bécsi lapokban jelentek meg. Császári katonatisztként és haditudósítóként részt vett az 1848–49-es magyar szabadságharcban. A Die Bewgung című lap számára készített litográfiáin a hadi eseményeken kívül beszámolt a kor közéleti, politikai eseményeiről is. 1852-től két évig  Párizsban élt, ahol a barbizoniak hatására alakult ki saját stílusa. 1853 végétől Magyarországon kezdett utazgatni. Ekkor járt először Szolnokon, ahová 1881-ig minden nyáron visszatért. Ettől kezdve szinte kizárólag az alföldi magyar város életének, népének, környező tájának ábrázolásával foglalkozott. Korszerű technikával, realisztikus formalátással festett művei a nyilvános és magángyűjtemények keresett alkotásaivá váltak. Példája nyomán számos osztrák festő – például Carl Müller, Gualbert Raffalt, Otto von Thoren, Tina Blau – kereste fel Szolnokot. Tevékenységük alapozta meg a Szolnoki művésztelep létrejöttét. Pettenkofen elismert festővé vált, 1866-tól tagja lett a Bécsi Művészeti Akadémiának. Élete utolsó évtizedében a Bécsi Képzőművészeti Akadémia tanára volt.

## Főbb művei

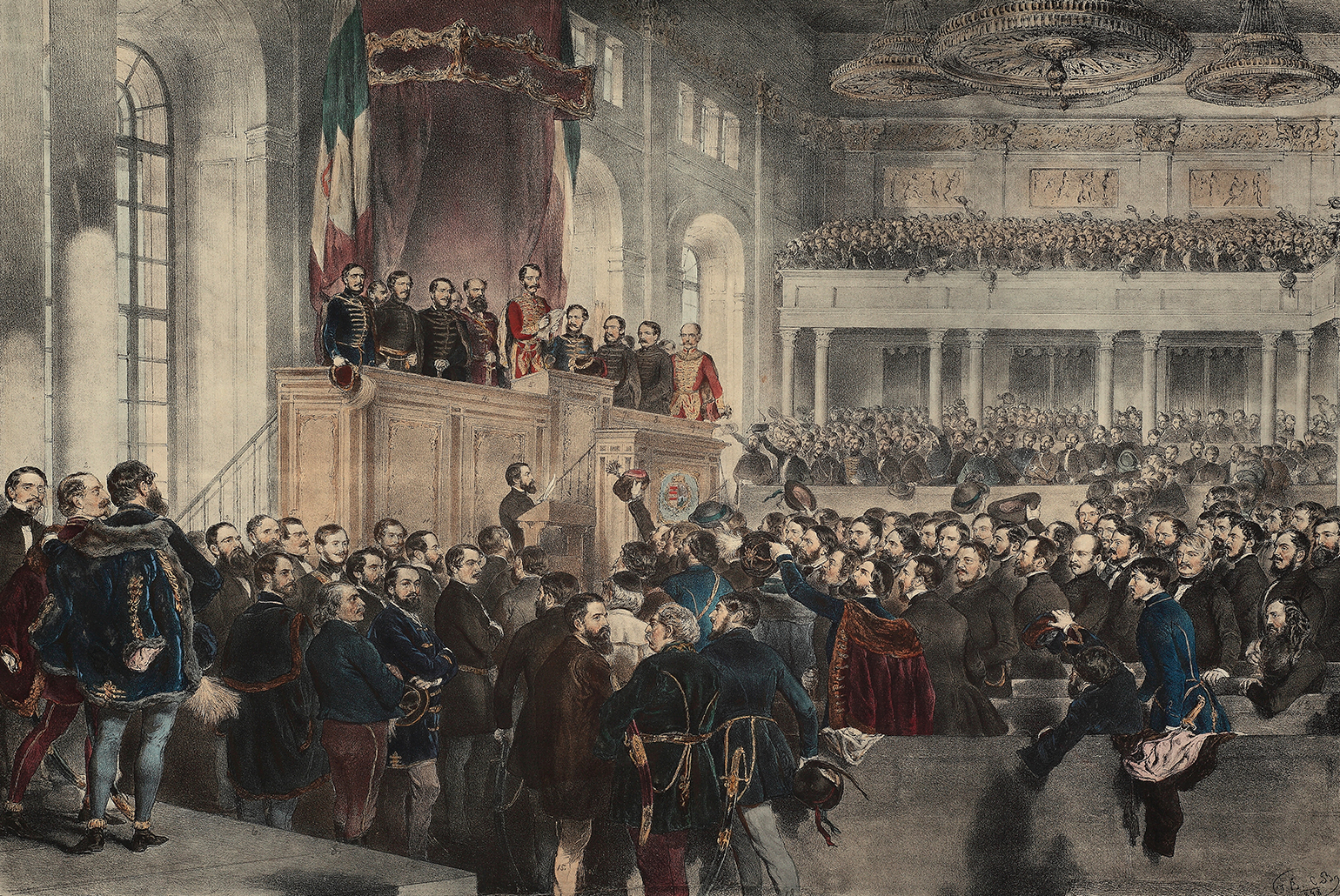
Az első magyar népképviseleti országgyűlés megnyitása (színezett litográfia Borsos József festménye alapján)

### Litográfiák, kőrajzok
- Az első magyar népképviseleti országgyűlés megnyitása (litográfia Borsos József festménye alapján, 1848)
- Magyar népfelkelők Pozsony mellett (litográfia, 1848)
- Sebesültek szállítása (kőrajz, 1849)
- Budavár bevétele (litográfia, 1849)

### Festmények
- Harcba induló újoncok (1851)
- Sebesültek szállítása (1851)
- Mámoros paraszt (1854)
- Cigánytanya (1855)
- Magyar huszár (1857)
- A csók (1863)
- Magyar edény-vásár
- Magyar vásár
- Szolnoki edényvásár
- Borsos József arcképe

## Galéria

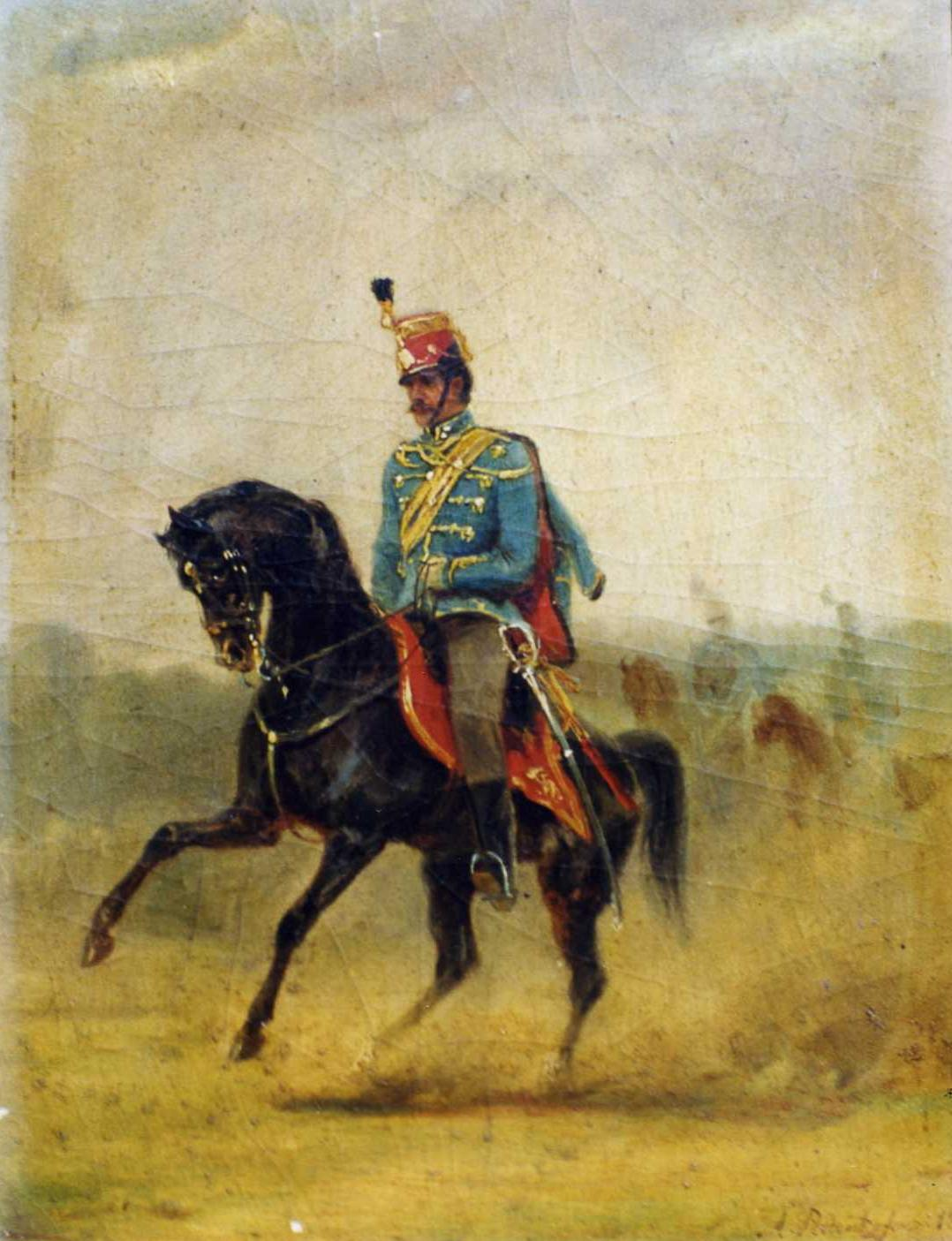
Magyar huszár (olaj, 1857)
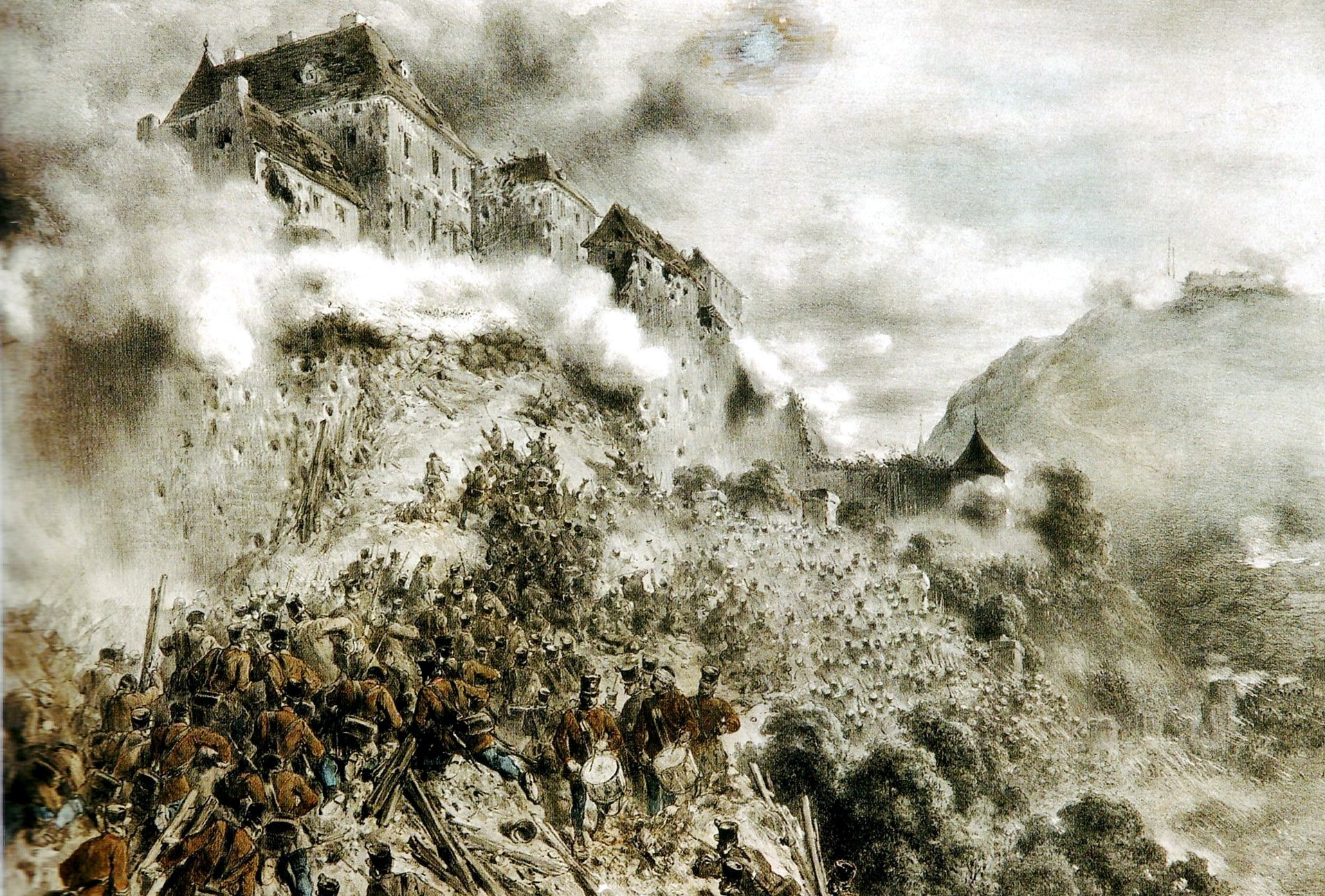
Buda ostroma 1849-ben (litográfia, 1849)
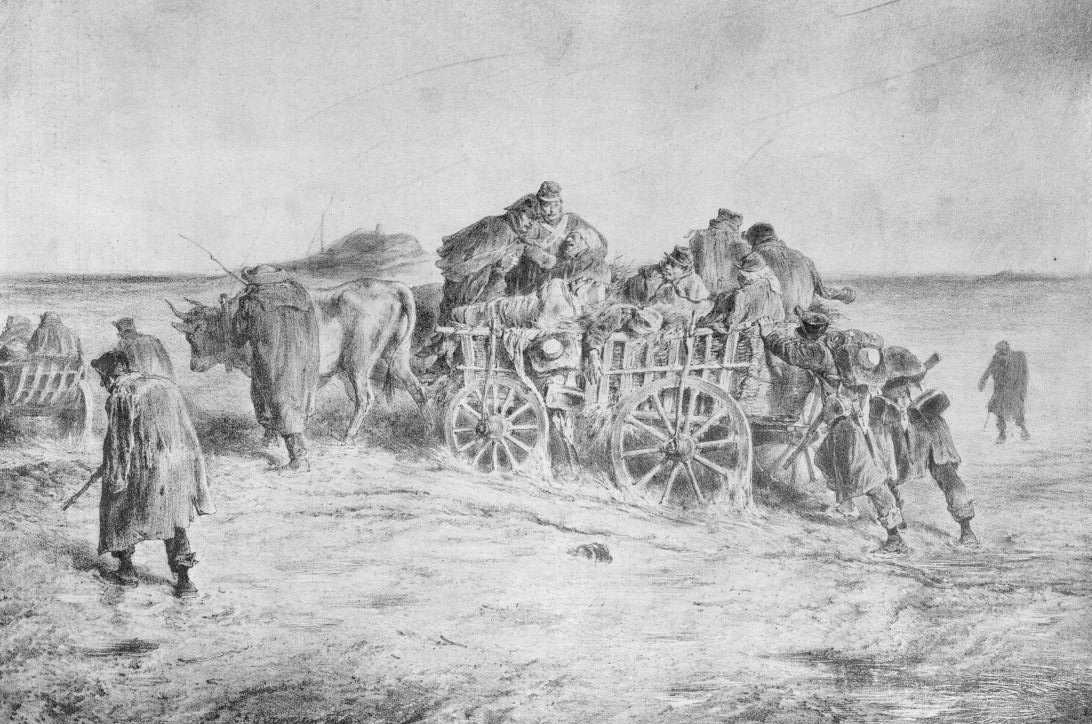
Sebesültek szállítása (kőrajz, 1849)
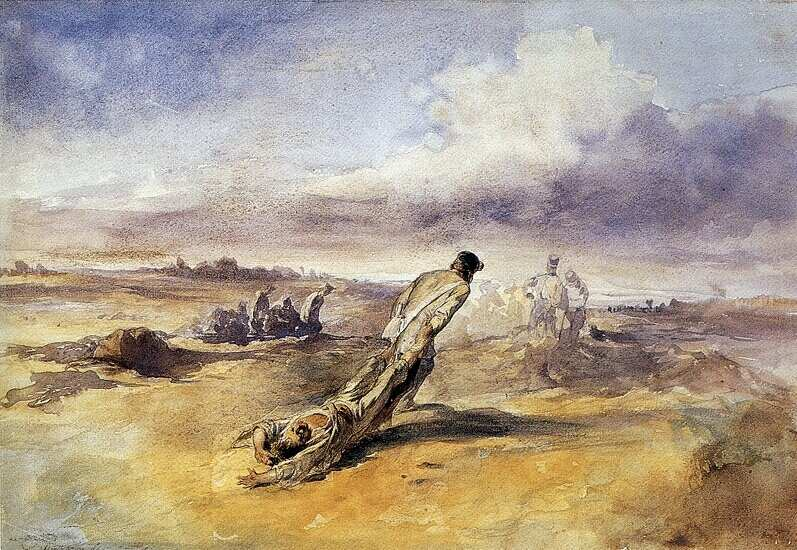
Elesettek temetése (1849)
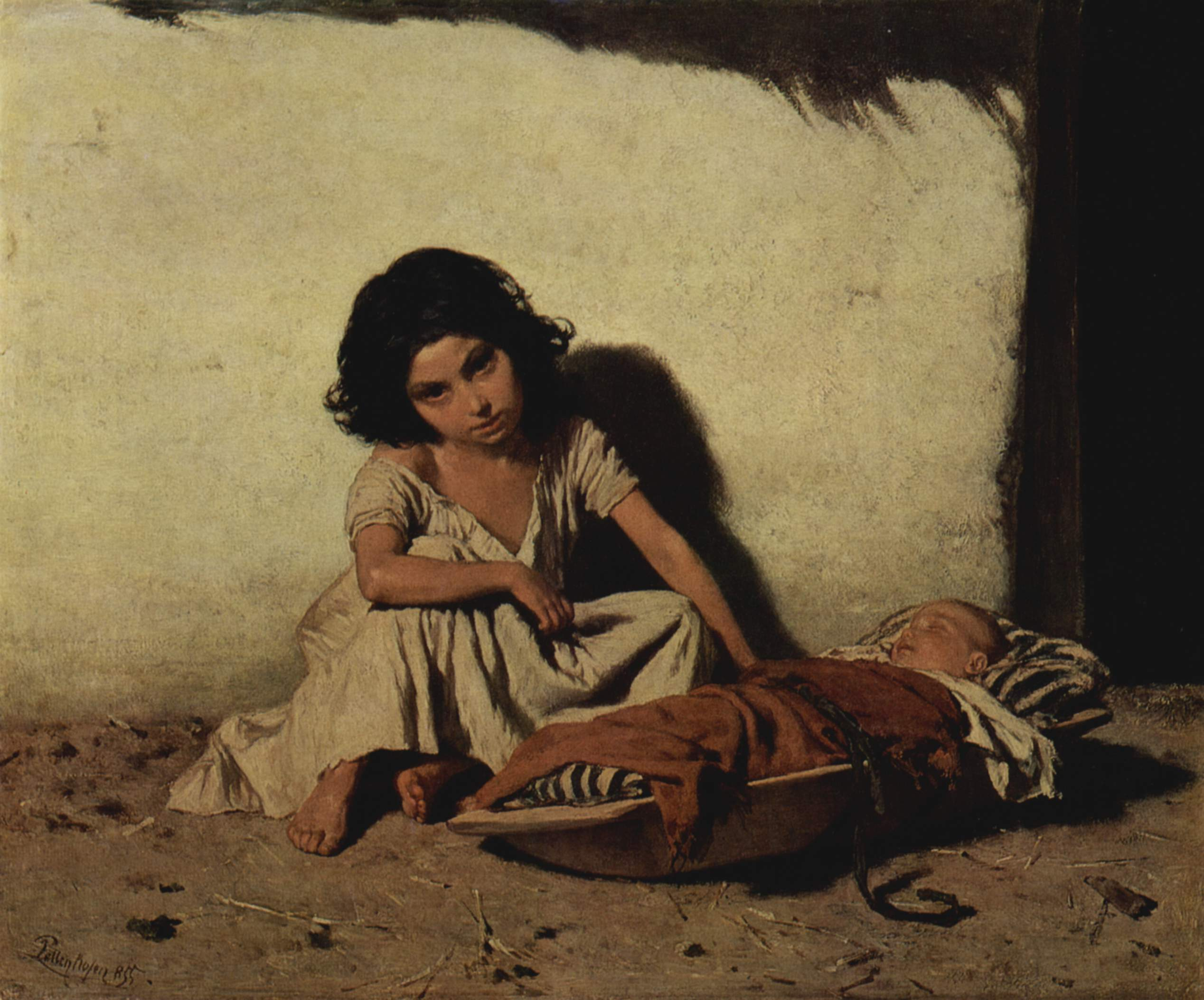
Cigánylány (olaj, 1855)